# K2-384
K2-384 è una stella nella costellazione della Balena con un sistema di cinque pianeti noti.
La stella, di tipo spettrale M, è una piccola nana rossa con una temperatura superficiale attorno ai 3623 K, una massa del 33% di quella del Sole ed un raggio del 35% di quello della nostra stella.

## Sistema planetario
Uno studio del 2022 ha confermato l'esistenza di cinque pianeti, con il metodo del transito, attraverso le osservazioni del telescopio spaziale Kepler.

### Prospetto sul sistema
Sotto, un prospetto dei pianeti di K2-384, in ordine di distanza dalla stella.
| Pianeta | Raggio   | Periodo orb.  | Scoperta |
| ------- | -------- | ------------- | -------- |
| b       | 1,076 R⊕ | 2,232 giorni  | 2022     |
| c       | 1,821 R⊕ | 4,195 giorni  | 2022     |
| d       | 1,392 R⊕ | 6,680 giorni  | 2022     |
| e       | 1,345 R⊕ | 9,715 giorni  | 2022     |
| f       | 2,222 R⊕ | 13,627 giorni | 2022     |